# Andželati
Andželati (cyr. Анџелати) – wieś w Czarnogórze, w gminie Andrijevica. W 2011 roku liczyła 7 mieszkańców.